# John Kitto
John Kitto, född 4 december 1804 i Plymouth, död 25 november 1854 i Cannstatt, var en engelsk skriftställare. 
Kitto uppväxte under de torftigaste omständigheter och miste i sitt 13:e år hörseln, vann 1825 anställning vid ett tryckeri och tillfälle 
att fortsätta sina studier, ägnade sig sedan åt skriftställarskap på de bibliska hjälpvetenskapernas, särskilt den bibliska topografins, område. Kitto publicerade skrifterna The Pictorial Bible (1838; 2:a upplagan 1855), The Lost Senses (1845), Daily Bible Illustrations (2 band, 1849–1853) m.fl. Biografi Ryland (1856) och Eadie (1857).